# Провалинська-Корольчик Яніна Диславівна
Яніна Диславівна Провалинська-Корольчик (біл. Яніна Дзіславаўна Правалінская-Карольчык, нар. 26 грудня 1976, Гродно, Білоруська РСР, СРСР) — білоруська легкоатлетка, що спеціалізується на штовханні ядра, олімпійська чемпіонка 2000 року, чемпіонка світу, призерка чемпіонату Європи.

## Кар'єра
| Рік                  | Змагання                      | Місто                   | Місце                | Дисципліна           | Примітки             |
| Представник Білорусь | Представник Білорусь          | Представник Білорусь    | Представник Білорусь | Представник Білорусь | Представник Білорусь |
| -------------------- | ----------------------------- | ----------------------- | -------------------- | -------------------- | -------------------- |
| 1995                 | Чемпіонат світу серед юніорів | Ньїредьгаза, Угорщина   | 2                    | штовхання ядра       | 16.95 м              |
| 1997                 | Чемпіонат Європи серед молоді | Турку, Фінляндія        | 3                    | штовхання ядра       | 17.98 м              |
| 1997                 | Чемпіонат Європи серед молоді | Турку, Фінляндія        | 3                    | метання диска        | 56.36 м              |
| 1997                 | Чемпіонат світу               | Афіни, Греція           | 18                   | штовхання ядра       | 17.75 м              |
| 1998                 | Чемпіонат Європи              | Будапешт, Угорщина      | 3                    | штовхання ядра       | 19.23 м PB           |
| 1999                 | Чемпіонат світу               | Севілья, Іспанія        | 4                    | штовхання ядра       | 19.17 м              |
| 2000                 | Олімпійські ігри              | Сідней, Австралія       | 1                    | штовхання ядра       | 20.56 м PB           |
| 2001                 | Чемпіонат світу в приміщенні  | Лісабон, Португалія     | 9                    | штовхання ядра       | 17.52 м              |
| 2001                 | Чемпіонат світу               | Едмонтон, Канада        | 1                    | штовхання ядра       | 20.61 м PB           |
| 2003                 | Чемпіонат світу в приміщенні  | Бірмінгем, Англія       | 7                    | штовхання ядра       | 18.94 м              |
| 2007                 | Чемпіонат світу               | Осака, Японія           | 10                   | штовхання ядра       | 18.17 м              |
| 2008                 | Олімпійські ігри              | Пекін, Китай            | 18                   | штовхання ядра       | 17.79 м              |
| 2010                 | Чемпіонат Європи              | Барселона, Іспанія      | 4                    | штовхання ядра       | 19.29 м              |
| 2012                 | Олімпійські ігри              | Лондон, Велика Британія | 17                   | штовхання ядра       | 17.87 м              |